# Górecki
Górecki — сингл группы Lamb с их дебютного альбома.
Песня содержит семпл из второй части симфонии № 3 польского композитора Хенрика Гурецкого, известной также как «симфония скорбных песнопений».  Несмотря на название в честь композитора, текст Lamb никак не связан ни с ним, ни с тематикой симфонии.
Песня достигла 30-й позиции в хит-параде синглов Великобритании.
Часть текста песни была использована Базом Лурманом для реплик Сатин в фильме «Мулен Руж!». Песня фигурировала в рекламах «Гиннесса» и видеоигры Tomb Raider: Underworld. Вошла в саундтрек фильма «Я всё ещё знаю, что вы сделали прошлым летом», а также полностью представлена в фильме российского производства «Шультес», где является сюжетной составляющей ленты.